# Vat 69

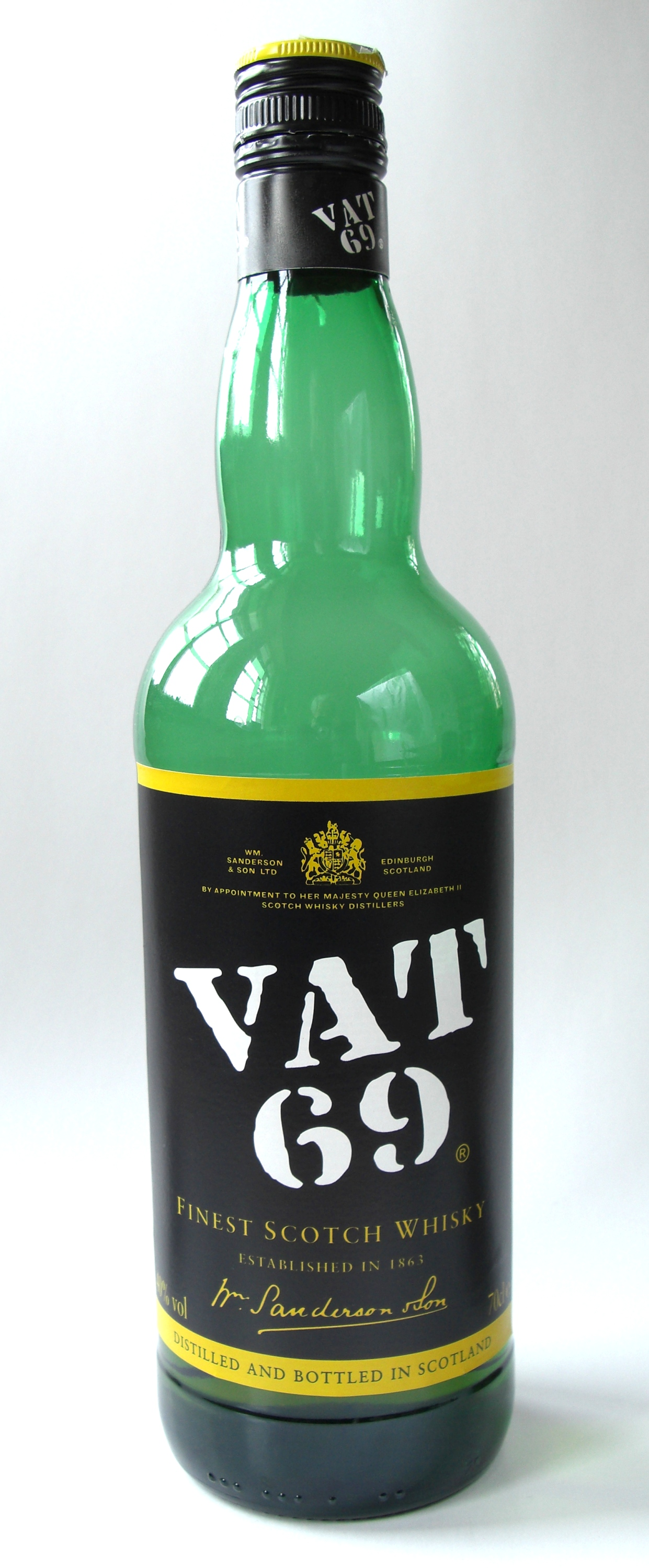
Scotch Whisky Vat 69, 700-ml-Flasche

Vat 69 ist ein blended (verschnittener) Scotch Whisky, der vom Unternehmen William Sanderson in Edinburgh hergestellt wird. Der Whisky hat einen Alkoholanteil von 40 %. Das 1863 in Leith bei Edinburgh gegründete Unternehmen war eines der ersten, die ihren Whisky in Flaschen verkauften.

## Geschichte

### Der Bottich 69
Im späten 19. Jahrhundert entschied William Sanderson, einen Blended Scotch Whisky zu produzieren. William Sanderson und sein Sohn stellten über hundert verschiedene Blends zusammen. Dann wurden die Proben von einigen erfahrenen Blendmeistern und Freunden gekostet. Anschließend wählten die Tester das Fass aus, das sie für das beste hielten. Der Großteil der Tester entschied sich für den Bottich (vat) mit der Nummer 69, woraus sich Name des neuen Blends ableitete.

### William Sanderson
William Sanderson wurde 1839 in Leith geboren. Im Alter von 13 Jahren begann er eine Lehre bei einem Wein- und Spirituosenhersteller. Bereits 1863 besaß er sein eigenes Geschäft und stellte eigene Liköre und Whisky-Mischungen her.
1880 trat sein Sohn William Mark Sanderson ebenfalls in das Unternehmen ein. Es gelang ihm, seinen Vater davon zu überzeugen, die verschiedenen Blends in Flaschen abzufüllen. Sanderson füllte zwar die von ihm produzierten Liköre in Flaschen ab, hatte sich bisher aber geweigert, die Blends abzufüllen. Damit waren die Sandersons mit die Ersten, die Whisky in Flaschen verkauften.
Anfang der 1930er Jahre wurde Sandersons Unternehmen vom Ginhersteller Booth’s übernommen, dieser wiederum schloss sich nach 1935 der Distillers Company (DCL) an, welche 1987 mit Arthur Bell & Sons zu United Distillers fusionierte. 1980 wurde der Vat 69 Reserve aus dem Haus Sanderson herausgebracht.

### Antarktisexpedition
In den Jahren 1914 und 1921 wurde der Vat 69 von Ernest Henry Shackleton auf seine Expeditionen mitgeführt.

### Im Film
In der Miniserie Band of Brothers über den Zweiten Weltkrieg war der Vat 69 das Lieblingsgetränk von Lewis Nixon (dargestellt von Ron Livingston).
In vielen Gangster-Filmen von Scorsese, wie zum Beispiel in GoodFellas, taucht diese Marke auf.
Auch im Spielfilm Mariandl von 1961 trinkt Gunther Philipp einen VAT 69.

## Produkte
Whiskys, die in Deutschland erhältlich sind:
- VAT 69 Finest Scotch Whisky (40 %)
- VAT 69 Reserve de Luxe Scotch Whisky (40 %)
- The Antiquary de Luxe Old Scotch Whisky 12 Years Old (40 %)

In Australien erhältliche Whiskys der Firma Sanderson:
- 700 ml Vat 69 Fine Scotch Whisky (40 %)